# Hans Perathoner

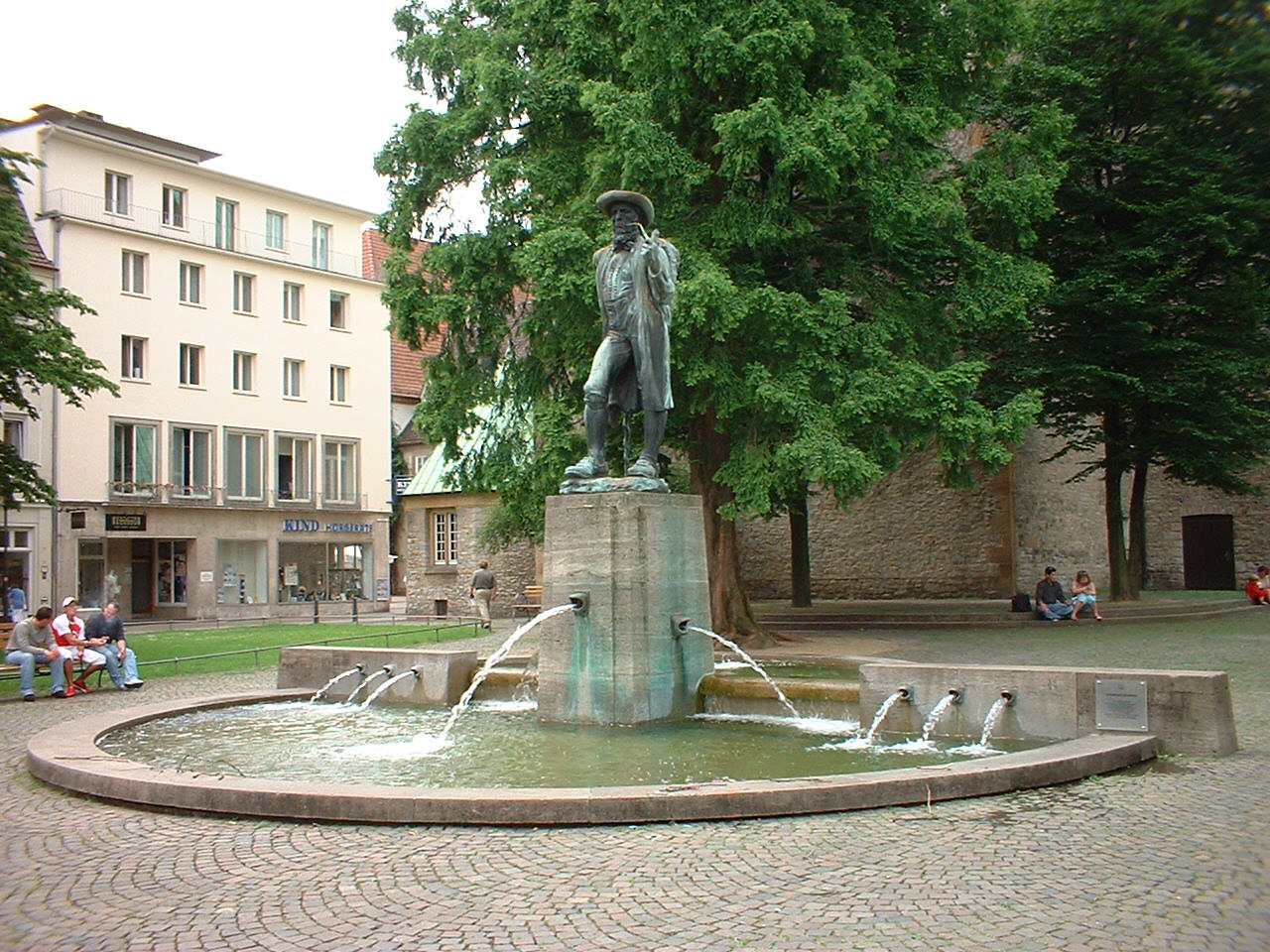
Leineweberdenkmal in Bielefeld

Hans Perathoner (* 21. November 1872 in St. Peter, Österreich-Ungarn; † 28. Juli 1946 in Berlin) war ein Tiroler Bildhauer und Maler.

## Leben
Hans Perathoner wurde als Sohn einer Südtiroler Bergbauern-Familie in Gröden geboren. Es ist anzunehmen, dass sein Wunsch nach einer künstlerischen Karriere im familiären Bereich umstritten war, wenngleich das Grödner Tal für seine Holzschnitzerei-Betriebe bekannt war und ist. Perathoner schaffte es, beim damals als bester Bildhauer der Region geltenden Franz Tavella eine Ausbildung machen zu dürfen.
Sein Talent stellte Perathoner mit einer Madonnen-Schnitzerei unter Beweis, für die er 1893 in Innsbruck mit einer goldenen Medaille ausgezeichnet wurde. 1897, mit 25 Jahren, verließ er seine Heimat und ging an die Akademie der Bildenden Künste München. Das dortige Professorenkollegium verlieh ihm 1903 für seine künstlerischen Leistungen die höchste akademische Auszeichnung, die große silberne Medaille.

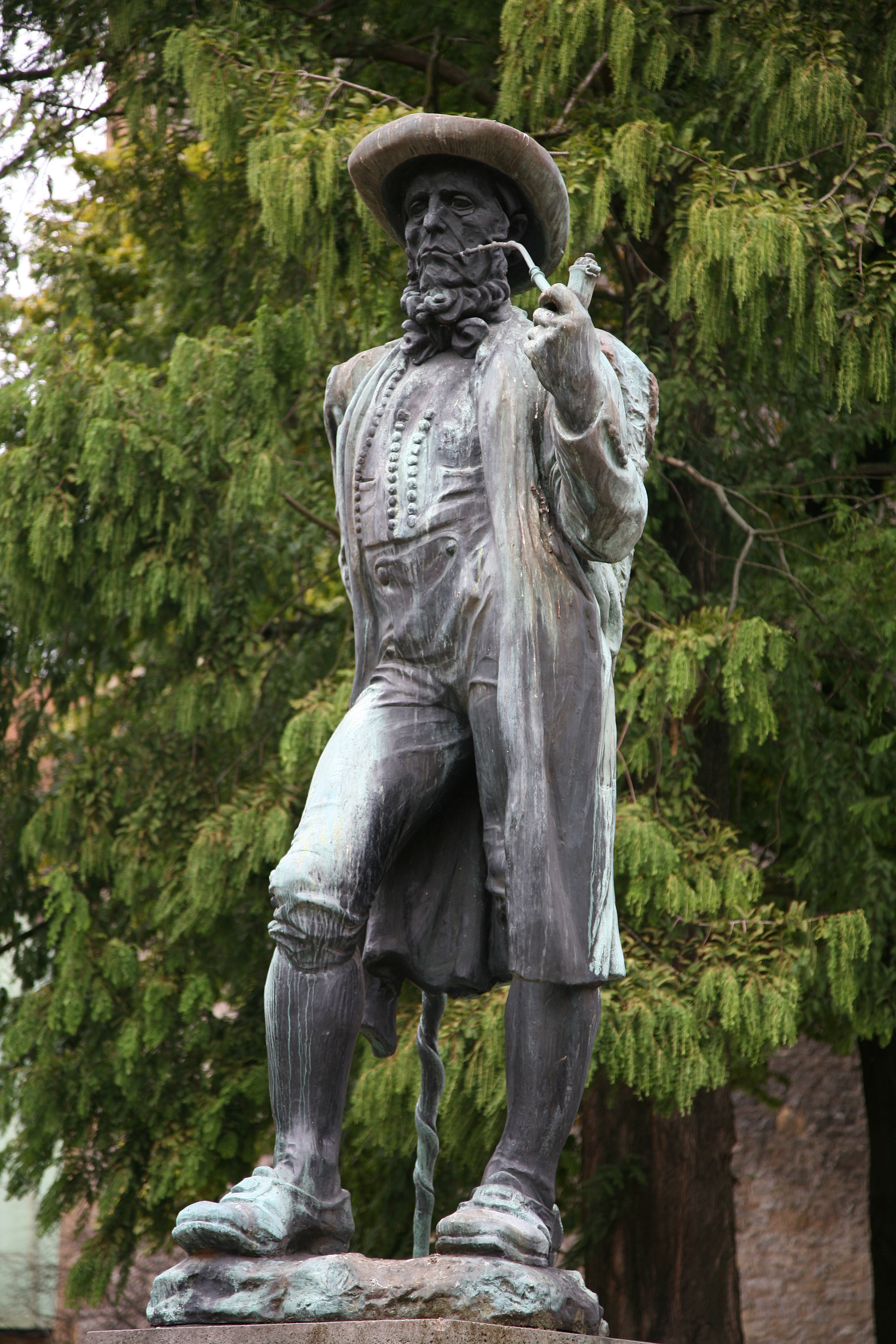
Detail des Leinweberdenkmals in Bielefeld

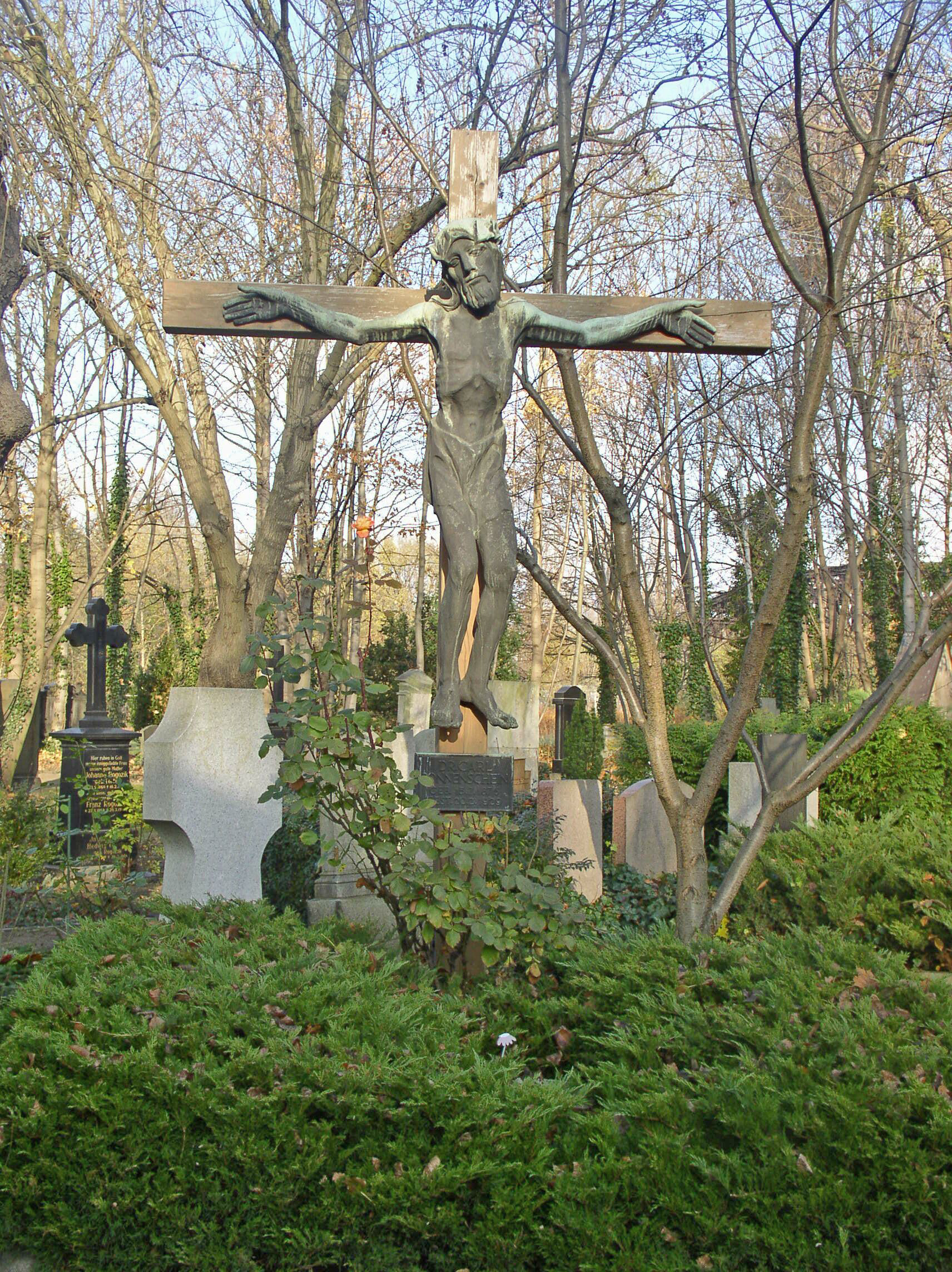
Grabdenkmal Carl Sonnenschein, 1935, Alter Domfriedhof der St.-Hedwigsgemeinde, Berlin

Als mittlerweile anerkannter Künstler zog Perathoner aus dem katholischen München ins protestantische Bielefeld, wo er als Leiter der Bildhauerklasse und Lehrer für Aktmalerei an der dort neu gegründeten Handwerker- und Kunstgewerbeschule unterrichtete, darunter Schüler wie Erich Lossie und Emil Steffann. In Bielefeld schuf Perathoner 1909 den Leineweberbrunnen, heute ein Wahrzeichen der Stadt. Für die Skulptur stand Leineweber Heinrich Heienbrok aus Jöllenbeck Modell, der dafür drei Monate lang täglich von Jöllenbeck nach Bielefeld zog. Weitere Werke Perathoners in Bielefeld sind die Fassade am damaligen Bezirkskommando des Offizierskorps (Turnerstraße 49), das Relief an der Friedhofskapelle auf dem Sennefriedhof und die Grabstätte des Bielefelder Nähmaschinenfabrikanten Hugo Hengstenberg auf dem Johannisfriedhof. Darüber hinaus erschuf Perathoner für die 1930 errichtete Bielefelder Rudolf-Oetker-Halle eine Bronzebüste von Musikdirektor Wilhelm Lamping.
An der Gewerbeschule lernte er die Lehrerin Johanna Schneider kennen, die er am 26. April 1910 in Trier heiratete. Aus der Ehe gingen zwei Töchter hervor.
Seine mit expressionistischen Anklängen gestalteten Werke, besonders wenn es um religiöse Motive ging, stießen in Bielefeld bei vielen Bürgern auf Ablehnung. Vermutlich auch deshalb folgte er 1914 dem Direktor der Kunstgewerbeschule, Wilhelm Thiele, an die Kunstgewerbeschule Charlottenburg, wo nach dem Ersten Weltkrieg Philipp Harth, später bekannt durch seine Tierplastiken, und Emil Steffann zu Perathoners Schülern gehörten. Weitere Schüler Perathoners waren Jenny Mucchi-Wiegmann (Genni Mucchi), Berthold Müller-Oerlinghausen, Friedrich Press, Willy Schirmer, Elsa Eisgruber und Edelgarde vom Berge und Herrendorff.
Dort in Berlin integrierte sich Perathoner in die katholische Gemeinde und freundete sich mit dem im Arbeitermilieu engagierten Priester Carl Sonnenschein an.
Für den Kriegsgedächtnisraum des Charlottenburger Rathauses schuf Perathoner 1921/22 Allegorien der acht Tugenden in getöntem Gips, die heute verloren sind. Außerdem malte er verstärkt besonders Porträts. Doch auch in Berlin hatte Perathoner mit dem Kunstverständnis vor allem der Berliner Kirchgänger zu kämpfen.
Seine 1930 aus einem Eichenstamm geschlagene und vier Meter hohe Christusfigur, die Jesus expressiv verzeichnet und wie einen sich vor Qualen windenden Gnom darstellt, wurde am 3. August 1930 in der Kirche St. Martin in Kaulsdorf aufgestellt. Doch nach heftigen Protesten – man sprach von Gotteslästerung – wurde sie am 1. September 1931 auf Geheiß von Bischof Christian Schreiber wieder abgenommen. Perathoner konnte diese Enttäuschung und Demütigung bis an sein Lebensende nur schwer verkraften. Seine Christus-Figur hing dann von 1964 bis 1986 in einer evangelischen Kirche in Pankow und ist seit Ostern 2000 in der Kirche von der Verklärung des Herrn in Marzahn zu sehen. Auch an dem neuen Standort löst die Figur Diskussionen bei den Kirchgängern und Künstlern aus.
Von Hans Perathoner wurden auf der Ausstellung 300 Jahre Grödner Holzschnitzkunst im Sommer 1951 in Gröden drei Plastiken und einige Fotos größerer Arbeiten gezeigt.
Hans Perathoner verstarb 1946 im Alter von 73 Jahren und wurde auf dem Berliner St.-Hedwigs-Friedhof bestattet, in der Nähe des Grabes seines Freundes Carl Sonnenschein, für dessen Grabstätte er 1935 ein Holzkreuz mit expressionistischem Bronze-Kruzifix geschaffen hatte.

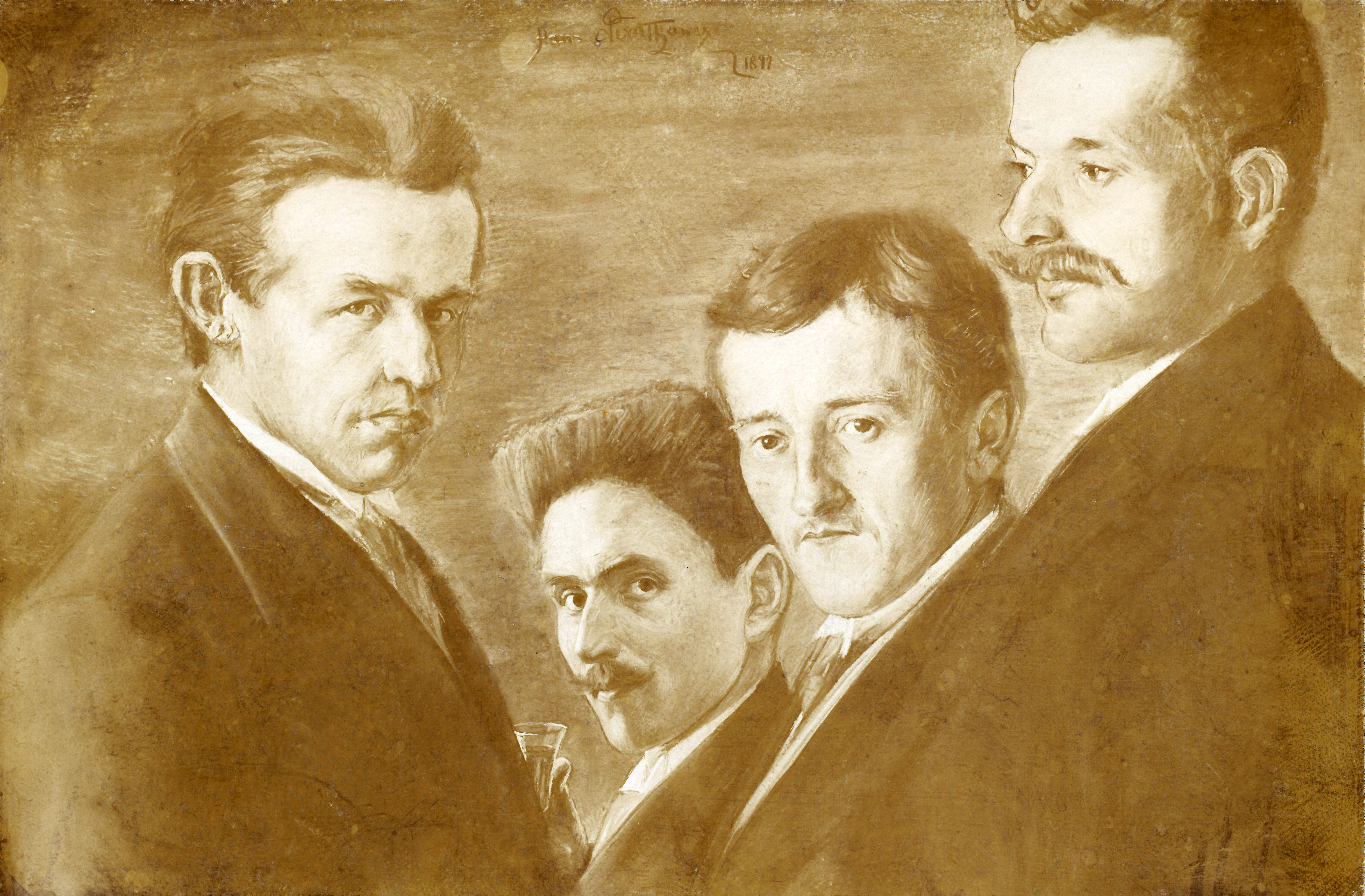
Hans Perathoner, im Selbstporträt, Zweiter von links mit Freunden aus Gröden.

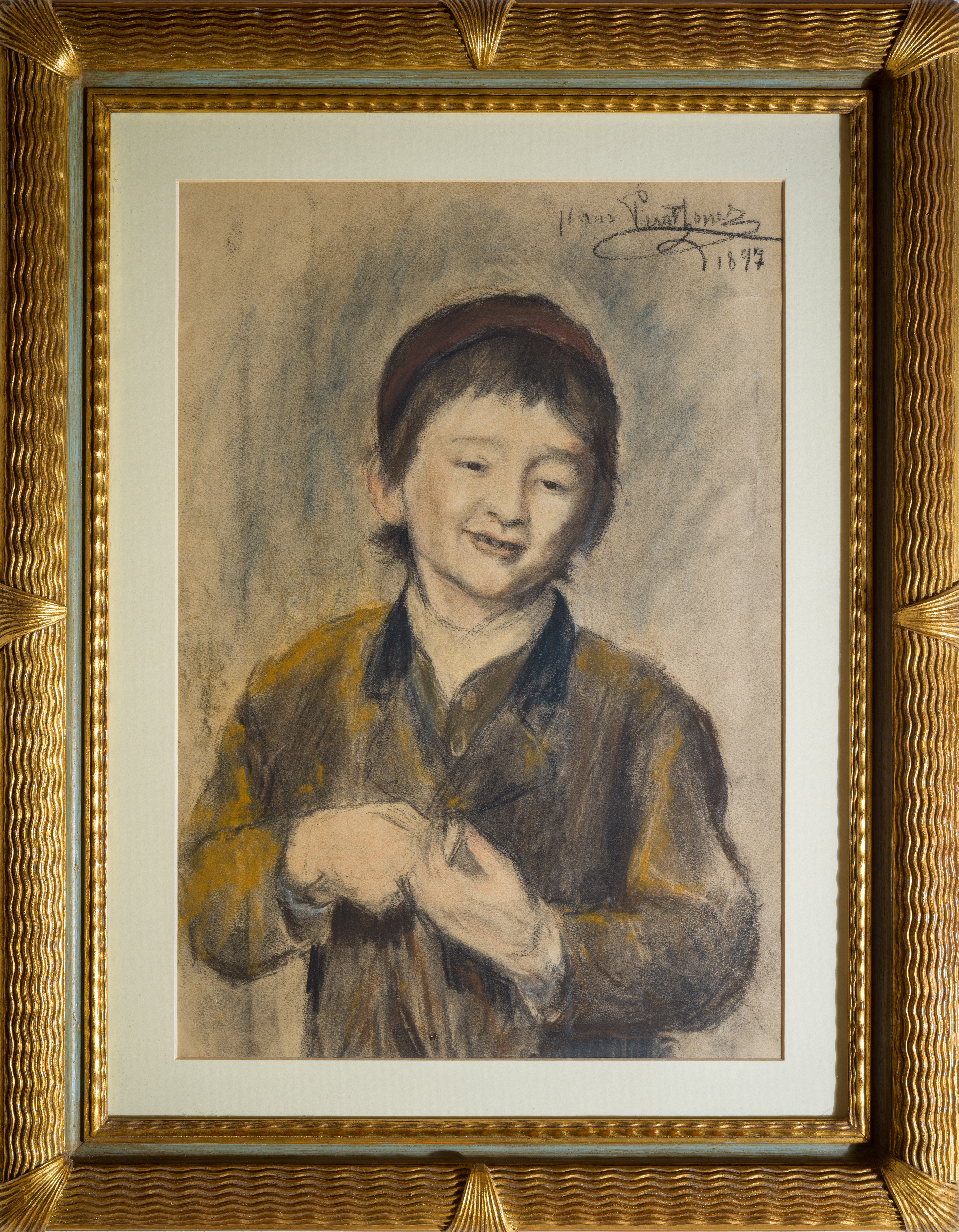
Porträt eines Jungen des Hans Perathoner 1997.
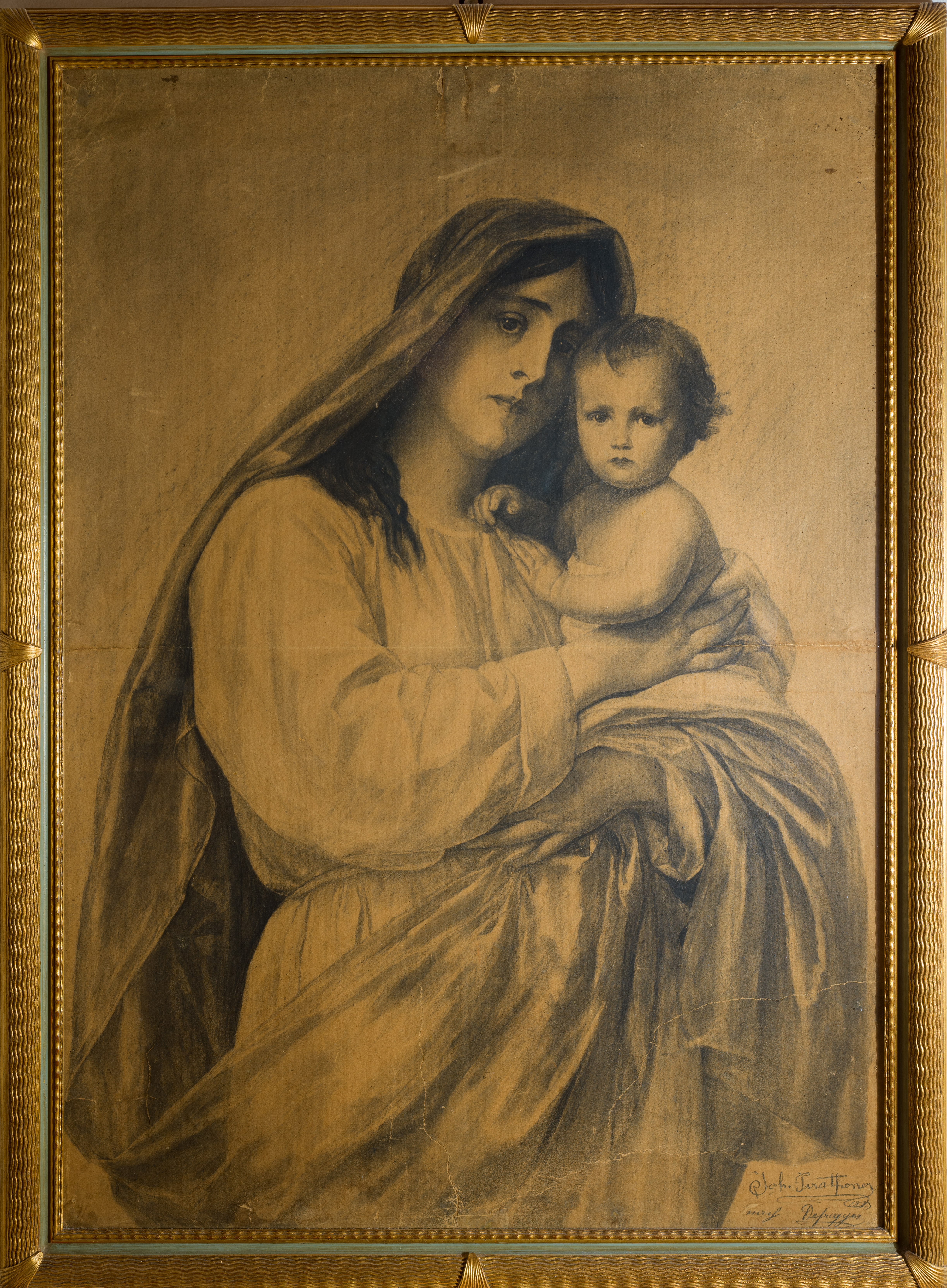
Muttergottes mit Kind des Franz Defregger, Kopie des Hans Perathoner 1993.

## Bibliographie
- Hugo Dassner: Salome, ihre Gestalt in Geschichte und Kunst. Dichtung – Bildende Kunst – Musik. Hugo Schmidt Verlag, München 1912, S. 365, 370, 393, 395.
- Oscar Gehrig: Hans Perathoner zu seinem 50. Geburtstag am 21. November 1922. In: Die christliche Kunst. 19. Jg., Verlag F. Bruckmann AG München, 1922/23, S. 29–35, 7 Abb.
- Rudolf Moroder Rudolfine: Hans Perathoner, ein Bildhauer auf der Suche nach der Wahrheit. In: Der Schlern, 70. Jg., 1996, Heft 7, S. 387. Abgerufen am 25. Oktober 2019.
- Rudolf Moroder Rudolfine: Prof. Hans Perathoner (1872-1946). In: Calender de Gherdeina 1997. Union di Ladins de Gherdeina. St. Ulrich in Gröden, S. 98–113 (ladinisch).
- Erich Egg: Perathoner Johann. In: Österreichisches Biographisches Lexikon 1815–1950 (ÖBL). Band 7, Verlag der Österreichischen Akademie der Wissenschaften, Wien 1978, ISBN 3-7001-0187-2, S. 411 f. (Direktlinks auf S. 411, S. 412).
- Ulrich Schmidt: Hans Perathoner und die Einführung der Moderne in Bielefeld. KunstSinn, Bielefeld 2022, ISBN 978-3-939264-44-6.